# Iouri Neiolov

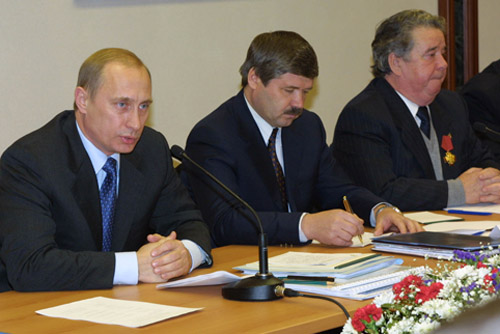
Vladimir Poutine et Iouri Neiolov (au centre), en 2001.

Iouri Vassilievitch Neiolov (en russe : Юрий Васильевич Неёлов) est un homme politique russe né le 24 juin 1952 à Salekhard. Neiolov est le gouverneur du district autonome de Iamalo-Nénétsie.
Neiolov sort diplômé de l'Institut industriel de Tioumen avec le titre d'ingénieur en mécanique en 1974.
Il est élu le 26 mars 2000 au poste de gouverneur du district autonome avec 87,93 % des voix. Neiolov est membre du conseil de direction de l'entreprise énergétique Gazprom depuis le 26 juin 1998.